# Supercoupe d'Islande de football 1973
La supercoupe d'Islande de football 1973 était la 5e édition de la Supercoupe islandaise.
Ce sont les clubs qualifiés pour la Coupe d'Europe qui participent à la Supercoupe, c'est-à-dire le champion, le vainqueur de la Coupe et le club le mieux classé (le 2e ou le 3e si le vainqueur de la Coupe se classe 2e).

Les 3 clubs s'affrontent en matchs aller et retour avant le début de la saison, l'équipe classée première à la fin des matchs remporte la compétition.

## Clubs participants
- Fram Reykjavik - Champion d'Islande 1972
- ÍBV Vestmannaeyjar - Vainqueur de la Coupe d'Islande 1972
- ÍBK Keflavík - Qualifié pour la Coupe UEFA après avoir fini 3e (l'ÍBV, vainqueur de la Coupe, se classe 2e)

## Compétition

### Classement
Le barème de points servant à établir le classement se décompose ainsi :
- Victoire : 2 points
- Match nul : 1 point
- Défaite : 0 point

| Rang | Équipe             | Pts | J | G | N | P | Bp | Bc | Diff |  | Résultats (▼ dom., ► ext.) | Kefl | ÍBV | Fram |
| ---- | ------------------ | --- | - | - | - | - | -- | -- | ---- |  | -------------------------- | ---- | --- | ---- |
| 1    | ÍBK Keflavík       | 8   | 4 | 4 | 0 | 0 | 8  | 1  | +7   |  | ÍBK Keflavík               |      | 2-0 | 3-0  |
| 2    | ÍBV Vestmannaeyjar | 4   | 4 | 2 | 0 | 2 | 6  | 5  | +1   |  | ÍBV Vestmannaeyjar         | 1-2  |     | 2-0  |
| 3    | Fram Reykjavik     | 0   | 4 | 0 | 0 | 4 | 1  | 9  | -8   |  | Fram Reykjavik             | 0-1  | 1-3 |      |